# Azali Assoumani
Azali Assoumani (Mitsoudjé, 1º gennaio 1959) è un politico comoriano, attuale Presidente delle Comore ed ex Presidente dell'Unione Africana.

## Biografia

### Carriera
È diventato Presidente delle Comore nell'aprile 1999 dopo aver condotto un colpo di Stato ai danni dell'allora Presidente Tadjidine Ben Said Massounde, guidando il Paese fino al gennaio 2002.
È ritornato in carica nel maggio 2002 dopo aver vinto le elezioni multipartitiche, rimanendo alla guida delle Comore fino al maggio 2006.
Il 26 maggio 2016 ha assunto per la terza volta la carica, dopo aver vinto le elezioni presidenziali del febbraio e aprile dello stesso anno.
Fino al 2018 la presidenza ruotava ogni cinque anni tra le tre isole del paese, Grande Comore, Anjouan e Mohéli. Il referendum costituzionale del 2018 ha posto fine a questo sistema e ha permesso all'Azali di partecipare alle elezioni presidenziali comoriane del 2019, che ha vinto al primo turno di votazioni ricevendo il 60,7% dei voti espressi.
Nel maggio 2022, Azali Assoumani ha ricevuto il Trofeo Continental Distinction of the Africanity dall'ambasciata marocchina nelle Comore.
Il 17 febbraio 2023 viene eletto all'assemblea generale dell'Unione africana.
Il 7 agosto 2024, Azali Assoumani ha concesso ampi poteri a suo figlio e presunto successore Nour El Fath, permettendogli di intervenire in diverse fasi del processo decisionale del governo.
Il 13 settembre 2024 è stato accoltellato e lievemente ferito da Ahmed Abdou, un poliziotto di 24 anni, che venne ritrovato morto nella sua cella il giorno dopo. Il movente del tentato assassinio e la causa della morte di Abdou rimangono ignote.